# Geometra lutescens
Geometra lutescens là một loài bướm đêm trong họ Geometridae.